# Відносини Республіка Китай — Європейський Союз
Міжнародні відносини між Тайванем (офіційно відомим як Китайська Республіка) та Європейським Союзом (ЄС) є предметом китайсько-європейських відносин, які ускладнюються тим фактом, що всі країни-члени ЄС визнають Китайську Народну Республіку. (КНР) як єдину суверенну державу під назвою «Китай» у політиці одного Китаю.
І ЄС, і Тайвань (Китайська Республіка) мають спільні демократичні традиції та тісні високотехнологічні економічні зв’язки. Хоча історично економічні відносини були значущими, вони часто були затьмарені відносинами ЄС з більшими торговими партнерами, такими як Японія та США. Зовсім недавно відносини з Тайванем були затьмарені бурхливими економічними можливостями в Китаї.
ЄС керує "Європейським економічним і торговельним офісом" у Тайбеї, а Китайська Республіка керує "Представництвом Тайбею в ЄС та Бельгії" в Брюсселі.

## Історія
До існування Європейської спільноти багато європейських держав мали стосунки з династією Мін ще в 16 столітті. Найважливіші відносини, крім Великої Британії-Китай, пов'язували Китай з Францією та Німеччиною.  Багато держав мали дипломатичні відносини з Японською імперією, яка утримувала Тайвань з 1895 по 1945 рік.
Ще в 2001 році Комісія ЄС називала Тайвань «окремою митною територією, але не суверенною державою», підкреслюючи роль Тайваню як автономного економічного суб’єкта для цілей встановлення відносин з Європейським Союзом.
У 2009 році в Європі навчалося понад 30 000 тайванських студентів. Також у 2009 році ЄС відкрив Центр Європейського Союзу на Тайвані.
У вересні 2019 року Філіп Гжегожевський обійняв посаду голови Європейського економічного і торгового офісу (EETO) на Тайвані.
У квітні 2020 року президент Європейської комісії Урсула фон дер Ляєн висловила свою вдячність Тайваню за пожертвування 5,6 мільйонів масок країнам ЄС для боротьби зі спалахом COVID-19.
У грудні 2020 року віце-президент Європейського парламенту Нікола Бір оголосила про свій намір відвідати Тайвань, як тільки це дозволить глобальна пандемія COVID-19.
У листопаді 2021 року делегація Європейського парламенту, що складається з членів Спеціального комітету з іноземного втручання та дезінформації (INGE), відвідала Тайвань.
У січні 2021 року Європейський парламент ухвалив дві резолюції, пов’язані з Тайванем. Усередині парламент ЄС підтвердив, що «Союз залишатиметься пильним щодо ситуації на Тайвані та покращення політичних і торговельних відносин між ЄС та Китайською Республікою (Тайвань)». Парламент закликав «ЄС та його держави-члени переглянути свою політику взаємодії з Тайванем». Крім того, тут парламент ЄС виступав за продовження та розширення участі Тайваню в міжнародних організаціях. Він також визнав і розкритикував посилення військових провокацій з боку Китайської Народної Республіки на території Тайваню та навколо нього. Парламент ЄС закликав не змінювати статус-кво фактичної незалежності Тайваню в односторонньому порядку. У цьому контексті резолюція також містила застереження «проти зусиль Китаю щодо посилення проєкції влади в регіоні».
У вересні 2021 року депутати з Комітету Європейського парламенту із закордонних справ підготували доповідь, у якій пообіцяли зміцнити відносини та міцніше партнерство щодо Тайваню, водночас вітаючи Тайвань як ключового партнера ЄС та виявляючи серйозну стурбованість китайським військовим тиском на країни. острів.

## Торгівля
У 2018 році двостороння торгівля між Тайванем та ЄС становила 51,9 мільярда євро (58,1 мільярда доларів США).

## Співпраця в галузі безпеки
У 2011 та 2012 роках Тайвань співпрацював з Військово-морськими силами ЄС в операції «Аталанта» для боротьби з піратством біля берегів Сомалі . З тих пір обміни та обмін інформацією тривали, у період з 2011 по 2015 роки представники ЄС із боротьби з піратством здійснили п’ять візитів на Тайвань.
Кібербезпека є сферою стратегічного співробітництва між ЄС і Тайванем, і обидва стикаються зі значною кіберзагрозою з боку Китайської Народної Республіки.

## Представництво
У грудні 2021 року представництво ЄС на Тайвані запустило на YouTube серію коротких кулінарних фільмів під назвою «Смак Європи», щоб познайомити тайванців з регіональною європейською кухнею.